# John Merrick (golfer)
John Merrick (Long Beach, Californië, 20 maart 1982) is een Amerikaanse golfer.
Merrick studeerde aan de Universiteit van Californië - Los Angeles en verhuisde nadien naar Long Beach, waar hij lid is van de Virginia Country Club. 

## Amateur
Merrick zat op de  Wilson Classical High School toen hij het Moore League High School Championship won. 
Hij won op 19-jarige leeftijd het Southern California Golf Association Amateur Championship. In 2002 verloor hij van Hunter Mahan de finale van het US Amateur Kampioenschap op Oakland Hills.
Hij heeft een baanrecord op zijn naam geschreven met een ronde van 63 op de baan van Oakmont Glendale, inclusief drie eagles. 

### Gewonnen
- Moore League High School Championship
- 2001: Long Beach City Amateur, Southern California Golf Association Amateur Championship
- 2002: Long Beach City Amateur
- 2003: Pac-10 Men's Golf Championship (individueel)

## Professional
John Merrick werd in 2004 professional. In 2006 begon hij op de Nationwide Tour te spelen en eindigde daar als nummer 21. Hij promoveerde naar de PGA Tour van 2007 maar daarna moest hij naar de Tourschool waar hij met een birdie op de laatste hole net goed genoeg was om weer een tourkaart te krijgen. 

In 2009 speelde hij met Nick Watney in de World Cup op Mission Hills. Daarna ging het wat minder goed. In 2011 en 2012 behield hij weer zijn speelrecht en in 2013 behaalde hij zijn eerste overwinning op de PGA Tour. Hij steeg meteen naar de 74ste plaats op de wereldranglijst. 

### Gewonnen
Nationwide Tour
- 2006: Peek'n Peak Classic

PGA Tour
- 2013: Northern Trust Open

### Teams
- 2009: World Cup